# Labatie-d'Andaure
Labatie-d'Andaure är en kommun i departementet Ardèche i regionen Auvergne-Rhône-Alpes i sydöstra Frankrike. Kommunen ligger  i kantonen Saint-Agrève som ligger i arrondissementet Tournon-sur-Rhône. År 2022 hade Labatie-d'Andaure 220 invånare.

## Befolkningsutveckling
Antalet invånare i kommunen Labatie-d'Andaure
Referens: INSEE